# Me 409 (航空機)
メッサーシュミット Me 409
- 用途：戦闘機
- 設計者：ウィリー・メッサーシュミット
- 製造者：メッサーシュミット
- 運用者： ドイツ国
- 運用状況：計画のみ

メッサーシュミット Me 409は第二次世界大戦中にドイツ空軍向けで計画されていた戦闘機である。設計段階で中止となり、実機は完成していない。

## 設計
メッサーシュミット Me 409はBf 109Z (Bf 109の双子機)やMe 609 (Me 309 の双子機)の様に2機のMe 209-IIを主翼部で接合する構造の双子機である。
Me 409の機体のほとんどの部品はMe 209-IIの部品で構成されており、エンジンもMe 209-IIと同じダイムラー・ベンツDB 603を搭載する予定であった。
武装は30mm MK 108 機関砲4基と30mmMK 103 機関砲1基を予定していた。元となるMe 209-IIが1944年に計画中止になったのに伴ってこの計画も中止された。

## スペック (設計値)
- 乗員 : 1名
- エンジン：ダイムラー・ベンツ DB 603G 1,900 hp
- 最高速度 : 756 km/h (470 mph)
- 武装
  - 30mm MK 108 機関砲 × 4
  - 30mm MK 103 機関砲 × 1